# سید علی یزدی
سید علی طباطبایی یزدی از روحانیون عصر قاجار است. سیدضیاءالدین طباطبایی پسر اوست. (سید علی طباطبایی یزدی نباید با سید علی طباطبایی یزدی (فرزند سید محمدکاظم یزدی) و با سید علی حائری یزدی و با سید علی لب خندقی یزدی که همگی از معاصران او بودند اشتباه شود.)

## تحصیلات
سیدعلی آقا یزدی در اواخر سلطنت ناصرالدین شاه قاجار در حوزه علمیه نجف به فراگیری فقه و اصول مشغول بود و از شاگردان  حاج میرزا حسن شیرازی به‌شمار می‌رفت. وی با مراجعی چون آقا سیدابوالحسن اصفهانی  همدرس بود. هنگامی که مظفرالدین میرزا در دوران ولیعهدی خود از میرزای شیرازی خواست یکی از روحانیون والارتبه را به منظور پیشوایی دینی هموطنان و همکیشان خویش به ایران اعزام نماید، وی شاگردش سیدعلی آقا یزدی را به ایران گسیل کرد.

## نماز بر جنازه مظفرالدین شاه
سید علی یزدی با ورود به ایران چنان مورد احترام مظفرالدین میرزا قرار گرفت که به وصیت او بر جنازه‌اش نماز گذاشت.

## فعالیت‌های سیاسی
سید علی یزدی ابتدا از مخالفان مشروطه بود و در شوال ۱۳۲۶ ق و در پی درگذشت مشکوک میرزا حسین خلیلی تهرانی از دربار قاجار برید و به خیل مشروطه خواهان پیوست.
مهمترین مشخصه سیاسی سید علی آقا یزدی که مورد دقت و تأمل قرار گرفته، موافقت اولیه اش با مشروطه و مشروطه‌طلبان، سپس ضدیت و بدخواهی اش نسبت به آنان و دیگر بار همراهی پیوستن او به مشروطه خواهان و کوشش در تضعیف موقعیت سلطنت محمدعلی شاه است.
او در ابتدا جزو مخالفان مشروطه بود و تنهادر چارچوب اقدامات مظفرالدین شاه با مشروطه‌خواهان همراهی می‌کرد، اما به مرور و به ویژه پس از به قدرت رسیدن محمدعلی شاه به صف مشروعه‌طلبان پیوست و به سرعت در زمره دوستان شیخ فضل‌الله نوری قرار گرفت.
پس از حادثه به توپ بستن مجلس شورای ملی، سیدعلی آقا کاملاً در جبهه مخالفین دولت قرار گرفت. به‌طوری‌که یک بار در دوران استبداد صغیر به ساری تبعید و خانه‌اش در تهران توسط عوامل دولتی غارت شد.
او در دورهٔ دوم مجلس شورای ملی نماینده مردم یزد شد و با تصویب اعتبارنامه اش در ۲۲ شهریور ۱۲۸۹ به مجلس راه یافت.
سیدعلی آقا یزدی که از مدرسین مسجد سپهسالار تهران بود، در یکی از سفرهایی که در سالهای جوانی به شیراز داشت، با دختری شیرازی از طایفه دهدشتی ازدواج کرد. سیدضیاءالدین طباطبائی ثمره همین ازدواج و نخستین فرزند وی بود. سپس خانواده یزدی از شیراز به تبریز نقل مکان کرد و تا نزدیکی انقلاب مشروطیت در تبریز ماندند.

## برادرزاده
محمد طالب الحق یزدی که از مخالفان مشروطه در مشهد بود برادرزاده سید علی یزدی است.